# Forcipomyia spatulifera
Forcipomyia spatulifera är en tvåvingeart som beskrevs av Saunders 1956. Forcipomyia spatulifera ingår i släktet Forcipomyia och familjen svidknott. Inga underarter finns listade i Catalogue of Life.